# 索兹杜尔克斯
索兹杜尔克斯（義大利語：Sauze d'Oulx，義大利語發音：[soz.dulks]）是意大利都灵省的一个市镇。总面积17.1平方公里，人口1180人，人口密度69.0人/平方公里（2009年）。ISTAT代码为001259。